# 雄略天皇
雄略天皇 （ゆうりゃくてんのう、允恭天皇7年12月 - 479年?〈雄略天皇23年8月7日〉）は、日本の第21代天皇（在位：456年?〈安康天皇3年11月13日〉 - 479年?）。『日本書紀』での名は大泊瀬幼武天皇。

## 概略
雄朝津間稚子宿禰天皇（允恭天皇）の第五皇子。母は誉田天皇（応神天皇）の孫の忍坂大中姫（おしさかのおおなかつひめ）。木梨軽皇子・穴穂天皇（安康天皇）の同母弟。
「記紀」によれば抜群の政治的才能と軍事的センスを持つ一方、残忍・冷酷な側面を持つある種の英雄的性格を有し、大伴氏、物部氏の二氏を自身の軍事的背景として、それまでの有力豪族との連合政権的な性格をもった大和政権の体制を専制的な体制へと転換したとされる。
養蚕の推奨、新羅への出兵、宋への遣使などの政策を積極的に実施した。
兄である穴穂天皇（安康天皇）の崩御後、帝位継承の邪魔となる兄弟や従兄たちを粛清した後即位した。このとき誅殺した葛城円大臣の娘の葛城韓媛を妃とし白髪皇子（清寧天皇）を得た。また吉備上道臣田狭から妻の吉備稚媛を奪い磐城皇子・星川稚宮皇子を得た。皇后は大鷦鷯天皇（仁徳天皇）の皇女である草香幡梭姫皇女で血縁上は叔母にあたり、間に子はない。
王位継承争いは他の時代にも見られたが王位継承のライバルとなる親族をこれほど多く次々と殺戮したことは前例にないと言われている。
即位後も当時の畿内の最有力豪族である葛城氏と同じく地方の最有力豪族である吉備氏の二大豪族とも戦いこれを降し専制王権化を強めた。
『日本書紀』の暦法が雄略紀以降とそれ以前で異なること、『万葉集』や『日本霊異記』の冒頭にその名が掲げられていることから、雄略天皇の時代が歴史的な画期であったと古代の人々が捉えていたことが窺える。それまでの日本列島は各地の有力豪族による連合体であったが、雄略天皇の登場により大王による専制支配が確立され、大王を中心とする中央集権体制が始まったとする見方もある。

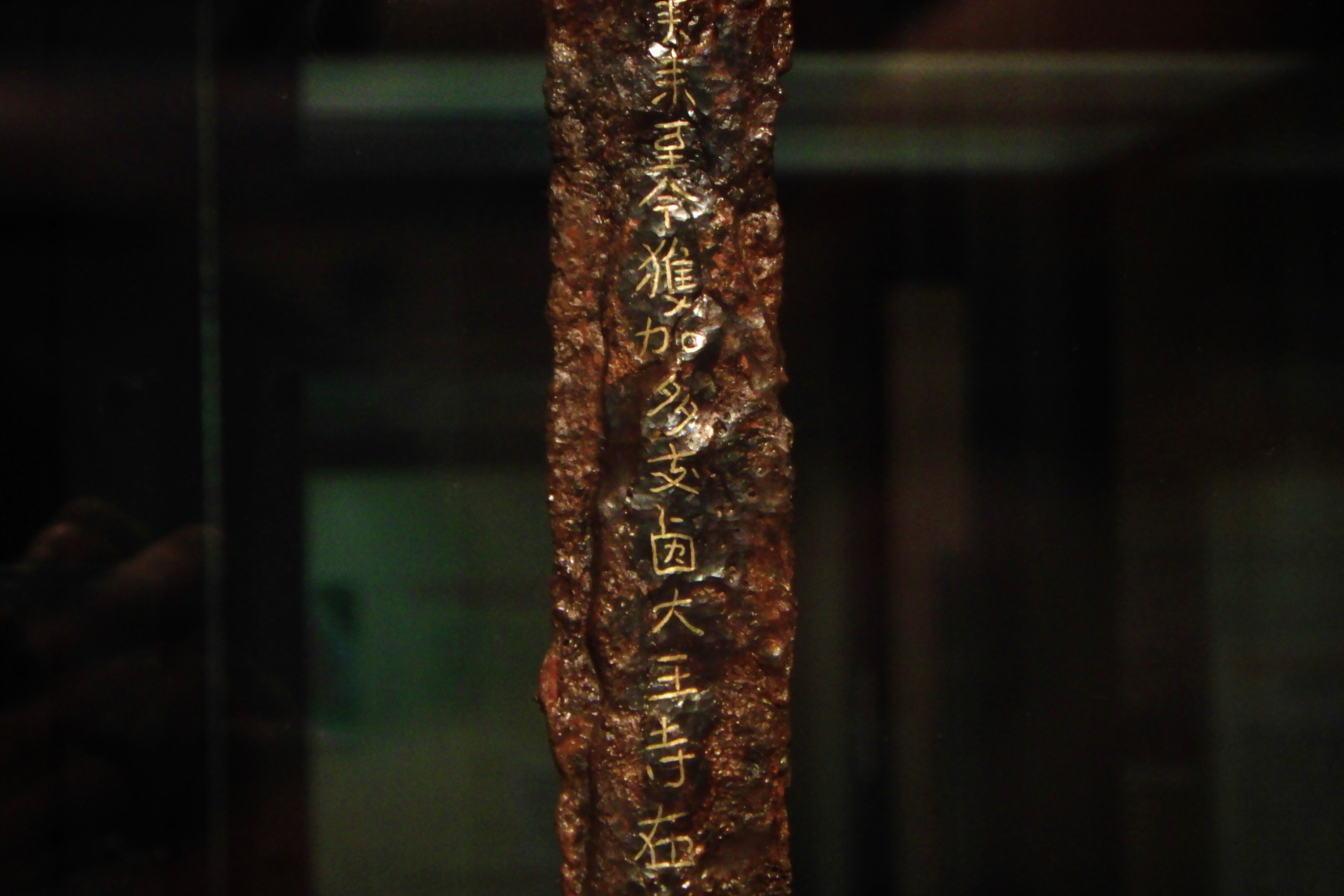
稲荷山古墳出土鉄剣の裏面に見られる「獲加多支鹵大王」の銘

埼玉県の稲荷山古墳より出土した鉄剣の銘文にある「獲加多支鹵」（ワク（カク）カタキ（シ）ル（ロ））が『古事記』にある名称「大長谷若建」の中の「若建」（ワカタケルとしている）と『日本書紀』の名称「大泊瀬幼武」の中の「幼武」（これもワカタケルとしている）と類似しているとされている。

## 名
- 大泊瀬幼武天皇（おおはつせわかたけのすめらみこと） - 『日本書紀』、和風諡号
- 大泊瀬天皇 （おおはつせのすめらみこと） - 『日本書紀』
- 大泊瀬皇子 （おおはつせのみこ） - 『日本書紀』
- 大長谷若建命（おおはつせわかたけのみこと） - 『古事記』
- 大長谷王（おおはつせのみこ） - 『古事記』
- 大悪天皇（はなはだあしきすめらみこと） - 『日本書紀』
- 有徳天皇（おむおむしくましますすめらみこと） - 『日本書紀』

漢風諡号である「雄略天皇」は、代々の天皇と同様、奈良時代に淡海三船によって撰進された。『古事記』では、即位前の雄略天皇に対して「大長谷王」（おおはつせのみこ）という表記が度々見られる。通常、即位前の天皇に「命」（みこと）の称号を用いる『古事記』に於いて、「王」（みこ）の称号が用いられているのは異例である。

## 事績

### 即位前
允恭天皇7年12月、後に雄略天皇と呼ばれる大泊瀬皇子は允恭天皇とその皇后である忍坂大中姫（応神天皇皇孫）の間に生まれた。誕生の際には神々しい光が宮殿に満ちたという。人並み外れて逞しく成長したが、同時に乱暴でもあった。
父帝が崩御した際、その弔問には新羅の使節も訪れたが、新羅人がなまりながら畝傍山（うねびやま）と耳成山（みみなしやま）を褒めたのを聞いた倭国の飼部（うまかいべ、部民）の部民は新羅人が采女（うねめ）に言い寄っていると思い込み、さらにそれを聞いた大泊瀬皇子は、新羅人を拘束して詰問した。新羅人は弁解して事なきを得たが、このことを大変恨めしく思い、その後、貢物や交易船の数を減らしてしまった。
また皇子の常に暴強たる様は、従姉妹にあたる反正天皇皇女たちへの求婚を拒絶され「朝に皇子と会った者は夕方に殺され、夕方に会った者は朝に殺されると聞きます、顔も性格も良くない自分たちに皇子の妻は務まりません」とまで言われるほどだった。
これを憂えた兄の穴穂天皇（安康天皇）は叔父の大草香皇子にその妹、すなわち天皇の叔母にあたる草香幡梭姫皇女を大泊瀬皇子の妃に差し出すよう命じた。大草香皇子は病床にあり妹の将来が心配だったため、妹の身分を保証する婚姻を喜んで受け入れた。しかし仲介役の根臣（坂本臣等の祖）が大草香皇子の「お受けする」との返答に付けた押木玉鬘（おしきのたまかつら：金銅冠とも）を横取りするため、天皇に「大草香皇子は拒否した」と讒言をした。激怒した穴穂天皇は大草香皇子を殺害し、その妃である中蒂姫命（長田大郎女）を奪って自分の皇后とした。

### 即位
安康天皇3年8月9日、穴穂天皇（安康天皇）は皇后の連れ子である眉輪王（『古事記』では7歳とある）により父の敵として暗殺された。事件を知った大泊瀬皇子は動きの鈍い兄たちを非難し、まず八釣白彦皇子を斬り殺し、次いで坂合黒彦皇子と眉輪王をも殺そうとした。二人は葛城氏の円大臣の邸に逃げ込んだが、大泊瀬皇子は三人共に焼き殺してしまった。穴穂天皇（安康天皇）は皇太子を指名することなく崩御したが、従兄弟の市辺押磐皇子（履中天皇の皇子）を皇位継承者に立てる腹積もりであったとされる。しかし大泊瀬皇子は市辺押磐皇子とその弟の御馬皇子（みまのみこ）を狩りに連れ出して謀殺してしまった。市辺押磐皇子の子らは播磨へと逃走して潜伏し、後に仁賢天皇・顕宗天皇となる。
混乱に乗じて競争相手を一掃した大泊瀬皇子は11月に帝位に就いた。
即位元年3月、叔母にあたる前述の草香幡梭姫皇女を立后。年齢差からか二人の間に子はなかったが、皇后は暴走しがちな天皇をうまく制御した。

### 専制
平群真鳥を大臣に、大伴室屋と物部目を大連に任じた大泊瀬幼武大王こと雄略天皇は、有力豪族を自らの足下に屈服させ、大王による強力な統治を確立しようとした。かねてより皇室の外戚として権勢を振るってきた葛城氏に対しては、上述の通り族長の円大臣を眉輪王を匿った廉で共々焼き殺し、その勢力を政権から駆逐した。
即位7年、最大の地域豪族であった吉備氏に対しても反乱鎮圧の名目で軍を送り（吉備氏の乱）、吉備下道臣前津屋（きびのしもつみちのおみさきつや）や吉備上道臣田狭（きびのかみつみちのおみたさ）の「反乱」を討伐して吉備氏を弱体化させた。
即位13年8月、播磨国の文石小麻呂を討伐した。
即位18年8月、伊勢国の朝日郎を討伐した。
考古学的な調査からも、幼武大王が在位していたとみられる5世紀末頃より、地方豪族の首長墓から大型の前方後円墳が姿を消していることが確かめられている。

### 神事
即位9年2月、凡河内直香賜と采女を宗像大社へ神を祀るため遣わした。しかし香賜が神域の壇所に至り祭祀を行おうとする際、采女に淫らな行為を働いた。それを聞いた天皇は「神を祀り福を祈ることに際しては、慎しみ潔斎すべきである」と言い激怒し、難波日鷹吉士・弓削連豊穂らを遣わして香賜を死罪にした。これが文献で確認できる中では、日本国内最初期の死罪である。
平安初期の『止由気神宮儀式帳（とゆけじんぐうぎしきちょう）』によれば、即位22年（崩御の前年）に伊勢神宮外宮を建立したと伝えられる。元来は豊受大神は葛城氏が代表して奉祀しており、葛城氏の没落後はあまり省みられなかったが、崇敬の声が大きくなり丹波国にも祀られていたものを、外宮を設立することで収拾を図ったのではないかとする説がある。豊受大神と名が似ている飯豊天皇は、その揺り返しの中で政務を執った可能性もある。また、雄略天皇の皇女で斎宮である栲幡姫皇女（稚足姫皇女）が、湯人（ゆえ：皇子女の沐浴等に仕える役職）の盧城部連武彦の子供を妊娠したと、阿閉臣国見に讒言され、無実を訴えるため自殺した事件が3年4月条に記されている。皇女の母である葛城韓媛が父の円大臣から即位前の雄略に妃として献ぜられた、とする記事より約3年後のこととなり、献ぜられる前に韓媛が皇女を産んでいないと年代が合わない。むしろ上記讒言事件は、外宮の設立と年代が近かったのではないかと推測される。尚、阿閇臣国見は讒言が誤りだと判明した後、伊勢神宮では無く石上神宮に逃げ込んでいる。

### 外交
即位2年、百済から池津媛という美女が天皇に献上されるが入内前に石川楯という者と姦通してしまい、激怒した天皇が両者を木に括り付けて焼き殺すという事件が起きた。
即位4年、これを受けて美女ではなく王子を送るべきと判断した百済の蓋鹵王は弟の昆支王（軍君）を派遣し、日本の天皇に仕えるよう命じた。軍君は大和に向かう途中の筑紫で兄王から賜った女性が出産したため母子を百済に送り返した。『書紀』ではこの子が後の武寧王とされる。
即位8年2月、新羅の求めに応じて日本府軍が高句麗を破る。
即位9年5月、新羅に軍隊を送り込んだが、将軍の紀小弓が戦死してしまった上に内部分裂で敗走した。
即位20年、高句麗が倭国と友好関係にあった百済を攻め滅ぼした。
即位21年、天皇は任那から久麻那利の地を汶洲王に与えて百済を救い興したという。
即位23年4月、百済の三斤王が亡くなると入質していた昆支王の次子の未多王に筑紫の兵500人をつけて帰国させて東城王として即位させ、安致臣・馬飼臣らは水軍を率いて高句麗を討った。
この他、呉国（宋）から才伎（てひと、手工業者）の漢織（あやはとり）・呉織（くれはとり）らを招来し、また分散していた秦民（秦氏の後裔）の統率を強化して養蚕業を奨励するなど、渡来人技術者を重用した。『書紀』によれば、独善的だった雄略が例外的に信頼して寵愛したのは史部（書記官）である渡来系の身狭村主青（むさのすぐりあお）と、檜隈民使博徳（ひのくまのたみのつかいはかとこ）であったとされる。この二人は即位8年と即位12年に大陸への使者として派遣されている。これに関連して即位6年に呉国から使者があったとする短い記述が『書紀』にある。

### 崩御
即位22年1月1日、白髪皇子（後の22代清寧天皇）を皇太子とした。
即位23年8月、病のため崩御。『古事記』では己巳年（489年？）8月9日に宝算124歳、『日本書紀』では宝算62歳で崩御したとする。まもなく吉備氏の血を引く星川皇子が母の吉備稚媛に唆されて星川皇子の乱を起こしたが、大伴室屋や草香部氏がこれを鎮圧して、ヤマト王権の優位を決定的にした。

## 系譜
|                           |                           |                           |                           |                           |                           |  |  |              |              |              |              |              |              |  |  |                           |                           |                           |                           |                           |                           |  |  |                         |                         |                         |                         |                         |                         |  |  |             |             |             |             |             |             |  |  |                             |                             |                             |                             |                             |                             |  |  |                |                |                |                |                |                |  |  |                           |                           |                           |                           |                           |                           |  |  |  |  |  |  |  |  |  |  |  |  |  |  |  |  |  |  |  |  |  |  |  |  |  |  |  |  |  |  |
|                           |                           |                           |                           |                           |                           |  |  |              |              |              |              |              |              |  |  |                           |                           |                           |                           |                           |                           |  |  |                         |                         |                         |                         |                         |                         |  |  |             |             |             |             |             |             |  |  |                             |                             |                             |                             |                             |                             |  |  |                |                |                |                |                |                |  |  |                           |                           |                           |                           |                           |                           |  |  |  |  |  |  |  |  |  |  |  |  |  |  |  |  |  |  |  |  |  |  |  |  |  |  |  |  |  |  |
|                           |                           |                           |                           |                           |                           |  |  | 10 崇神天皇  | 10 崇神天皇  | 10 崇神天皇  | 10 崇神天皇  | 10 崇神天皇  | 10 崇神天皇  |  |  | 彦坐王                    | 彦坐王                    | 彦坐王                    | 彦坐王                    | 彦坐王                    | 彦坐王                    |  |  |                         |                         |                         |                         |                         |                         |  |  |             |             |             |             |             |             |  |  |                             |                             |                             |                             |                             |                             |  |  |                |                |                |                |                |                |  |  |                           |                           |                           |                           |                           |                           |  |  |  |  |  |  |  |  |  |  |  |  |  |  |  |  |  |  |  |  |  |  |  |  |  |  |  |  |  |  |
|                           |                           |                           |                           |                           |                           |  |  | 10 崇神天皇  | 10 崇神天皇  | 10 崇神天皇  | 10 崇神天皇  | 10 崇神天皇  | 10 崇神天皇  |  |  | 彦坐王                    | 彦坐王                    | 彦坐王                    | 彦坐王                    | 彦坐王                    | 彦坐王                    |  |  |                         |                         |                         |                         |                         |                         |  |  |             |             |             |             |             |             |  |  |                             |                             |                             |                             |                             |                             |  |  |                |                |                |                |                |                |  |  |                           |                           |                           |                           |                           |                           |  |  |  |  |  |  |  |  |  |  |  |  |  |  |  |  |  |  |  |  |  |  |  |  |  |  |  |  |  |  |
|                           |                           |                           |                           |                           |                           |  |  |              |              |              |              |              |              |  |  |                           |                           |                           |                           |                           |                           |  |  |                         |                         |                         |                         |                         |                         |  |  |             |             |             |             |             |             |  |  |                             |                             |                             |                             |                             |                             |  |  |                |                |                |                |                |                |  |  |                           |                           |                           |                           |                           |                           |  |  |  |  |  |  |  |  |  |  |  |  |  |  |  |  |  |  |  |  |  |  |  |  |  |  |  |  |  |  |
| 豊城入彦命                | 豊城入彦命                | 豊城入彦命                | 豊城入彦命                | 豊城入彦命                | 豊城入彦命                |  |  | 11 垂仁天皇  | 11 垂仁天皇  | 11 垂仁天皇  | 11 垂仁天皇  | 11 垂仁天皇  | 11 垂仁天皇  |  |  | 丹波道主命                | 丹波道主命                | 丹波道主命                | 丹波道主命                | 丹波道主命                | 丹波道主命                |  |  | 山代之大筒木真若王      | 山代之大筒木真若王      | 山代之大筒木真若王      | 山代之大筒木真若王      | 山代之大筒木真若王      | 山代之大筒木真若王      |  |  |             |             |             |             |             |             |  |  |                             |                             |                             |                             |                             |                             |  |  |                |                |                |                |                |                |  |  |                           |                           |                           |                           |                           |                           |  |  |  |  |  |  |  |  |  |  |  |  |  |  |  |  |  |  |  |  |  |  |  |  |  |  |  |  |  |  |
| 豊城入彦命                | 豊城入彦命                | 豊城入彦命                | 豊城入彦命                | 豊城入彦命                | 豊城入彦命                |  |  | 11 垂仁天皇  | 11 垂仁天皇  | 11 垂仁天皇  | 11 垂仁天皇  | 11 垂仁天皇  | 11 垂仁天皇  |  |  | 丹波道主命                | 丹波道主命                | 丹波道主命                | 丹波道主命                | 丹波道主命                | 丹波道主命                |  |  | 山代之大筒木真若王      | 山代之大筒木真若王      | 山代之大筒木真若王      | 山代之大筒木真若王      | 山代之大筒木真若王      | 山代之大筒木真若王      |  |  |             |             |             |             |             |             |  |  |                             |                             |                             |                             |                             |                             |  |  |                |                |                |                |                |                |  |  |                           |                           |                           |                           |                           |                           |  |  |  |  |  |  |  |  |  |  |  |  |  |  |  |  |  |  |  |  |  |  |  |  |  |  |  |  |  |  |
|                           |                           |                           |                           |                           |                           |  |  |              |              |              |              |              |              |  |  |                           |                           |                           |                           |                           |                           |  |  |                         |                         |                         |                         |                         |                         |  |  |             |             |             |             |             |             |  |  |                             |                             |                             |                             |                             |                             |  |  |                |                |                |                |                |                |  |  |                           |                           |                           |                           |                           |                           |  |  |  |  |  |  |  |  |  |  |  |  |  |  |  |  |  |  |  |  |  |  |  |  |  |  |  |  |  |  |
| 〔上毛野氏〕 〔下毛野氏〕 | 〔上毛野氏〕 〔下毛野氏〕 | 〔上毛野氏〕 〔下毛野氏〕 | 〔上毛野氏〕 〔下毛野氏〕 | 〔上毛野氏〕 〔下毛野氏〕 | 〔上毛野氏〕 〔下毛野氏〕 |  |  | 12 景行天皇  | 12 景行天皇  | 12 景行天皇  | 12 景行天皇  | 12 景行天皇  | 12 景行天皇  |  |  | 倭姫命                    | 倭姫命                    | 倭姫命                    | 倭姫命                    | 倭姫命                    | 倭姫命                    |  |  | 迦邇米雷王              | 迦邇米雷王              | 迦邇米雷王              | 迦邇米雷王              | 迦邇米雷王              | 迦邇米雷王              |  |  |             |             |             |             |             |             |  |  |                             |                             |                             |                             |                             |                             |  |  |                |                |                |                |                |                |  |  |                           |                           |                           |                           |                           |                           |  |  |  |  |  |  |  |  |  |  |  |  |  |  |  |  |  |  |  |  |  |  |  |  |  |  |  |  |  |  |
| 〔上毛野氏〕 〔下毛野氏〕 | 〔上毛野氏〕 〔下毛野氏〕 | 〔上毛野氏〕 〔下毛野氏〕 | 〔上毛野氏〕 〔下毛野氏〕 | 〔上毛野氏〕 〔下毛野氏〕 | 〔上毛野氏〕 〔下毛野氏〕 |  |  | 12 景行天皇  | 12 景行天皇  | 12 景行天皇  | 12 景行天皇  | 12 景行天皇  | 12 景行天皇  |  |  | 倭姫命                    | 倭姫命                    | 倭姫命                    | 倭姫命                    | 倭姫命                    | 倭姫命                    |  |  | 迦邇米雷王              | 迦邇米雷王              | 迦邇米雷王              | 迦邇米雷王              | 迦邇米雷王              | 迦邇米雷王              |  |  |             |             |             |             |             |             |  |  |                             |                             |                             |                             |                             |                             |  |  |                |                |                |                |                |                |  |  |                           |                           |                           |                           |                           |                           |  |  |  |  |  |  |  |  |  |  |  |  |  |  |  |  |  |  |  |  |  |  |  |  |  |  |  |  |  |  |
|                           |                           |                           |                           |                           |                           |  |  |              |              |              |              |              |              |  |  |                           |                           |                           |                           |                           |                           |  |  |                         |                         |                         |                         |                         |                         |  |  |             |             |             |             |             |             |  |  |                             |                             |                             |                             |                             |                             |  |  |                |                |                |                |                |                |  |  |                           |                           |                           |                           |                           |                           |  |  |  |  |  |  |  |  |  |  |  |  |  |  |  |  |  |  |  |  |  |  |  |  |  |  |  |  |  |  |
|                           |                           |                           |                           |                           |                           |  |  | 日本武尊     | 日本武尊     | 日本武尊     | 日本武尊     | 日本武尊     | 日本武尊     |  |  | 13 成務天皇               | 13 成務天皇               | 13 成務天皇               | 13 成務天皇               | 13 成務天皇               | 13 成務天皇               |  |  | 息長宿禰王              | 息長宿禰王              | 息長宿禰王              | 息長宿禰王              | 息長宿禰王              | 息長宿禰王              |  |  |             |             |             |             |             |             |  |  |                             |                             |                             |                             |                             |                             |  |  |                |                |                |                |                |                |  |  |                           |                           |                           |                           |                           |                           |  |  |  |  |  |  |  |  |  |  |  |  |  |  |  |  |  |  |  |  |  |  |  |  |  |  |  |  |  |  |
|                           |                           |                           |                           |                           |                           |  |  | 日本武尊     | 日本武尊     | 日本武尊     | 日本武尊     | 日本武尊     | 日本武尊     |  |  | 13 成務天皇               | 13 成務天皇               | 13 成務天皇               | 13 成務天皇               | 13 成務天皇               | 13 成務天皇               |  |  | 息長宿禰王              | 息長宿禰王              | 息長宿禰王              | 息長宿禰王              | 息長宿禰王              | 息長宿禰王              |  |  |             |             |             |             |             |             |  |  |                             |                             |                             |                             |                             |                             |  |  |                |                |                |                |                |                |  |  |                           |                           |                           |                           |                           |                           |  |  |  |  |  |  |  |  |  |  |  |  |  |  |  |  |  |  |  |  |  |  |  |  |  |  |  |  |  |  |
|                           |                           |                           |                           |                           |                           |  |  | 14 仲哀天皇  | 14 仲哀天皇  | 14 仲哀天皇  | 14 仲哀天皇  | 14 仲哀天皇  | 14 仲哀天皇  |  |  |                           |                           |                           |                           |                           |                           |  |  | 神功皇后 （仲哀天皇后） | 神功皇后 （仲哀天皇后） | 神功皇后 （仲哀天皇后） | 神功皇后 （仲哀天皇后） | 神功皇后 （仲哀天皇后） | 神功皇后 （仲哀天皇后） |  |  |             |             |             |             |             |             |  |  |                             |                             |                             |                             |                             |                             |  |  |                |                |                |                |                |                |  |  |                           |                           |                           |                           |                           |                           |  |  |  |  |  |  |  |  |  |  |  |  |  |  |  |  |  |  |  |  |  |  |  |  |  |  |  |  |  |  |
|                           |                           |                           |                           |                           |                           |  |  | 14 仲哀天皇  | 14 仲哀天皇  | 14 仲哀天皇  | 14 仲哀天皇  | 14 仲哀天皇  | 14 仲哀天皇  |  |  |                           |                           |                           |                           |                           |                           |  |  | 神功皇后 （仲哀天皇后） | 神功皇后 （仲哀天皇后） | 神功皇后 （仲哀天皇后） | 神功皇后 （仲哀天皇后） | 神功皇后 （仲哀天皇后） | 神功皇后 （仲哀天皇后） |  |  |             |             |             |             |             |             |  |  |                             |                             |                             |                             |                             |                             |  |  |                |                |                |                |                |                |  |  |                           |                           |                           |                           |                           |                           |  |  |  |  |  |  |  |  |  |  |  |  |  |  |  |  |  |  |  |  |  |  |  |  |  |  |  |  |  |  |
|                           |                           |                           |                           |                           |                           |  |  | 15 応神天皇  |              |              |              |              |              |  |  |                           |                           |                           |                           |                           |                           |  |  |                         |                         |                         |                         |                         |                         |  |  |             |             |             |             |             |             |  |  |                             |                             |                             |                             |                             |                             |  |  |                |                |                |                |                |                |  |  |                           |                           |                           |                           |                           |                           |  |  |  |  |  |  |  |  |  |  |  |  |  |  |  |  |  |  |  |  |  |  |  |  |  |  |  |  |  |  |
|                           |                           |                           |                           |                           |                           |  |  |              |              |              |              |              |              |  |  |                           |                           |                           |                           |                           |                           |  |  |                         |                         |                         |                         |                         |                         |  |  |             |             |             |             |             |             |  |  |                             |                             |                             |                             |                             |                             |  |  |                |                |                |                |                |                |  |  |                           |                           |                           |                           |                           |                           |  |  |  |  |  |  |  |  |  |  |  |  |  |  |  |  |  |  |  |  |  |  |  |  |  |  |  |  |  |  |
|                           |                           |                           |                           |                           |                           |  |  |              |              |              |              |              |              |  |  |                           |                           |                           |                           |                           |                           |  |  |                         |                         |                         |                         |                         |                         |  |  |             |             |             |             |             |             |  |  |                             |                             |                             |                             |                             |                             |  |  |                |                |                |                |                |                |  |  |                           |                           |                           |                           |                           |                           |  |  |  |  |  |  |  |  |  |  |  |  |  |  |  |  |  |  |  |  |  |  |  |  |  |  |  |  |  |  |
|                           |                           |                           |                           |                           |                           |  |  | 16 仁徳天皇  | 16 仁徳天皇  | 16 仁徳天皇  | 16 仁徳天皇  | 16 仁徳天皇  | 16 仁徳天皇  |  |  | 菟道稚郎子                | 菟道稚郎子                | 菟道稚郎子                | 菟道稚郎子                | 菟道稚郎子                | 菟道稚郎子                |  |  |                         |                         |                         |                         |                         |                         |  |  |             |             |             |             |             |             |  |  |                             |                             |                             |                             |                             |                             |  |  | 稚野毛二派皇子 | 稚野毛二派皇子 | 稚野毛二派皇子 | 稚野毛二派皇子 | 稚野毛二派皇子 | 稚野毛二派皇子 |  |  |                           |                           |                           |                           |                           |                           |  |  |  |  |  |  |  |  |  |  |  |  |  |  |  |  |  |  |  |  |  |  |  |  |  |  |  |  |  |  |
|                           |                           |                           |                           |                           |                           |  |  | 16 仁徳天皇  | 16 仁徳天皇  | 16 仁徳天皇  | 16 仁徳天皇  | 16 仁徳天皇  | 16 仁徳天皇  |  |  | 菟道稚郎子                | 菟道稚郎子                | 菟道稚郎子                | 菟道稚郎子                | 菟道稚郎子                | 菟道稚郎子                |  |  |                         |                         |                         |                         |                         |                         |  |  |             |             |             |             |             |             |  |  |                             |                             |                             |                             |                             |                             |  |  | 稚野毛二派皇子 | 稚野毛二派皇子 | 稚野毛二派皇子 | 稚野毛二派皇子 | 稚野毛二派皇子 | 稚野毛二派皇子 |  |  |                           |                           |                           |                           |                           |                           |  |  |  |  |  |  |  |  |  |  |  |  |  |  |  |  |  |  |  |  |  |  |  |  |  |  |  |  |  |  |
|                           |                           |                           |                           |                           |                           |  |  |              |              |              |              |              |              |  |  |                           |                           |                           |                           |                           |                           |  |  |                         |                         |                         |                         |                         |                         |  |  |             |             |             |             |             |             |  |  |                             |                             |                             |                             |                             |                             |  |  |                |                |                |                |                |                |  |  |                           |                           |                           |                           |                           |                           |  |  |  |  |  |  |  |  |  |  |  |  |  |  |  |  |  |  |  |  |  |  |  |  |  |  |  |  |  |  |
|                           |                           |                           |                           |                           |                           |  |  | 17 履中天皇  | 17 履中天皇  | 17 履中天皇  | 17 履中天皇  | 17 履中天皇  | 17 履中天皇  |  |  | 18 反正天皇               | 18 反正天皇               | 18 反正天皇               | 18 反正天皇               | 18 反正天皇               | 18 反正天皇               |  |  | 19 允恭天皇             | 19 允恭天皇             | 19 允恭天皇             | 19 允恭天皇             | 19 允恭天皇             | 19 允恭天皇             |  |  |             |             |             |             |             |             |  |  |                             |                             |                             |                             |                             |                             |  |  | 意富富杼王     | 意富富杼王     | 意富富杼王     | 意富富杼王     | 意富富杼王     | 意富富杼王     |  |  | 忍坂大中姫 （允恭天皇后） | 忍坂大中姫 （允恭天皇后） | 忍坂大中姫 （允恭天皇后） | 忍坂大中姫 （允恭天皇后） | 忍坂大中姫 （允恭天皇后） | 忍坂大中姫 （允恭天皇后） |  |  |  |  |  |  |  |  |  |  |  |  |  |  |  |  |  |  |  |  |  |  |  |  |  |  |  |  |  |  |
|                           |                           |                           |                           |                           |                           |  |  | 17 履中天皇  | 17 履中天皇  | 17 履中天皇  | 17 履中天皇  | 17 履中天皇  | 17 履中天皇  |  |  | 18 反正天皇               | 18 反正天皇               | 18 反正天皇               | 18 反正天皇               | 18 反正天皇               | 18 反正天皇               |  |  | 19 允恭天皇             | 19 允恭天皇             | 19 允恭天皇             | 19 允恭天皇             | 19 允恭天皇             | 19 允恭天皇             |  |  |             |             |             |             |             |             |  |  |                             |                             |                             |                             |                             |                             |  |  | 意富富杼王     | 意富富杼王     | 意富富杼王     | 意富富杼王     | 意富富杼王     | 意富富杼王     |  |  | 忍坂大中姫 （允恭天皇后） | 忍坂大中姫 （允恭天皇后） | 忍坂大中姫 （允恭天皇后） | 忍坂大中姫 （允恭天皇后） | 忍坂大中姫 （允恭天皇后） | 忍坂大中姫 （允恭天皇后） |  |  |  |  |  |  |  |  |  |  |  |  |  |  |  |  |  |  |  |  |  |  |  |  |  |  |  |  |  |  |
|                           |                           |                           |                           |                           |                           |  |  |              |              |              |              |              |              |  |  |                           |                           |                           |                           |                           |                           |  |  |                         |                         |                         |                         |                         |                         |  |  |             |             |             |             |             |             |  |  |                             |                             |                             |                             |                             |                             |  |  |                |                |                |                |                |                |  |  |                           |                           |                           |                           |                           |                           |  |  |  |  |  |  |  |  |  |  |  |  |  |  |  |  |  |  |  |  |  |  |  |  |  |  |  |  |  |  |
|                           |                           |                           |                           |                           |                           |  |  | 市辺押磐皇子 | 市辺押磐皇子 | 市辺押磐皇子 | 市辺押磐皇子 | 市辺押磐皇子 | 市辺押磐皇子 |  |  | 木梨軽皇子                | 木梨軽皇子                | 木梨軽皇子                | 木梨軽皇子                | 木梨軽皇子                | 木梨軽皇子                |  |  | 20 安康天皇             | 20 安康天皇             | 20 安康天皇             | 20 安康天皇             | 20 安康天皇             | 20 安康天皇             |  |  | 21 雄略天皇 | 21 雄略天皇 | 21 雄略天皇 | 21 雄略天皇 | 21 雄略天皇 | 21 雄略天皇 |  |  |                             |                             |                             |                             |                             |                             |  |  | 乎非王         | 乎非王         | 乎非王         | 乎非王         | 乎非王         | 乎非王         |  |  |                           |                           |                           |                           |                           |                           |  |  |  |  |  |  |  |  |  |  |  |  |  |  |  |  |  |  |  |  |  |  |  |  |  |  |  |  |  |  |
|                           |                           |                           |                           |                           |                           |  |  | 市辺押磐皇子 | 市辺押磐皇子 | 市辺押磐皇子 | 市辺押磐皇子 | 市辺押磐皇子 | 市辺押磐皇子 |  |  | 木梨軽皇子                | 木梨軽皇子                | 木梨軽皇子                | 木梨軽皇子                | 木梨軽皇子                | 木梨軽皇子                |  |  | 20 安康天皇             | 20 安康天皇             | 20 安康天皇             | 20 安康天皇             | 20 安康天皇             | 20 安康天皇             |  |  | 21 雄略天皇 | 21 雄略天皇 | 21 雄略天皇 | 21 雄略天皇 | 21 雄略天皇 | 21 雄略天皇 |  |  |                             |                             |                             |                             |                             |                             |  |  | 乎非王         | 乎非王         | 乎非王         | 乎非王         | 乎非王         | 乎非王         |  |  |                           |                           |                           |                           |                           |                           |  |  |  |  |  |  |  |  |  |  |  |  |  |  |  |  |  |  |  |  |  |  |  |  |  |  |  |  |  |  |
|                           |                           |                           |                           |                           |                           |  |  |              |              |              |              |              |              |  |  |                           |                           |                           |                           |                           |                           |  |  |                         |                         |                         |                         |                         |                         |  |  |             |             |             |             |             |             |  |  |                             |                             |                             |                             |                             |                             |  |  |                |                |                |                |                |                |  |  |                           |                           |                           |                           |                           |                           |  |  |  |  |  |  |  |  |  |  |  |  |  |  |  |  |  |  |  |  |  |  |  |  |  |  |  |  |  |  |
|                           |                           |                           |                           |                           |                           |  |  | 飯豊青皇女   | 飯豊青皇女   | 飯豊青皇女   | 飯豊青皇女   | 飯豊青皇女   | 飯豊青皇女   |  |  | 24 仁賢天皇               | 24 仁賢天皇               | 24 仁賢天皇               | 24 仁賢天皇               | 24 仁賢天皇               | 24 仁賢天皇               |  |  | 23 顕宗天皇             | 23 顕宗天皇             | 23 顕宗天皇             | 23 顕宗天皇             | 23 顕宗天皇             | 23 顕宗天皇             |  |  | 22 清寧天皇 | 22 清寧天皇 | 22 清寧天皇 | 22 清寧天皇 | 22 清寧天皇 | 22 清寧天皇 |  |  | 春日大娘皇女 （仁賢天皇后） | 春日大娘皇女 （仁賢天皇后） | 春日大娘皇女 （仁賢天皇后） | 春日大娘皇女 （仁賢天皇后） | 春日大娘皇女 （仁賢天皇后） | 春日大娘皇女 （仁賢天皇后） |  |  | 彦主人王       | 彦主人王       | 彦主人王       | 彦主人王       | 彦主人王       | 彦主人王       |  |  |                           |                           |                           |                           |                           |                           |  |  |  |  |  |  |  |  |  |  |  |  |  |  |  |  |  |  |  |  |  |  |  |  |  |  |  |  |  |  |
|                           |                           |                           |                           |                           |                           |  |  | 飯豊青皇女   | 飯豊青皇女   | 飯豊青皇女   | 飯豊青皇女   | 飯豊青皇女   | 飯豊青皇女   |  |  | 24 仁賢天皇               | 24 仁賢天皇               | 24 仁賢天皇               | 24 仁賢天皇               | 24 仁賢天皇               | 24 仁賢天皇               |  |  | 23 顕宗天皇             | 23 顕宗天皇             | 23 顕宗天皇             | 23 顕宗天皇             | 23 顕宗天皇             | 23 顕宗天皇             |  |  | 22 清寧天皇 | 22 清寧天皇 | 22 清寧天皇 | 22 清寧天皇 | 22 清寧天皇 | 22 清寧天皇 |  |  | 春日大娘皇女 （仁賢天皇后） | 春日大娘皇女 （仁賢天皇后） | 春日大娘皇女 （仁賢天皇后） | 春日大娘皇女 （仁賢天皇后） | 春日大娘皇女 （仁賢天皇后） | 春日大娘皇女 （仁賢天皇后） |  |  | 彦主人王       | 彦主人王       | 彦主人王       | 彦主人王       | 彦主人王       | 彦主人王       |  |  |                           |                           |                           |                           |                           |                           |  |  |  |  |  |  |  |  |  |  |  |  |  |  |  |  |  |  |  |  |  |  |  |  |  |  |  |  |  |  |
|                           |                           |                           |                           |                           |                           |  |  |              |              |              |              |              |              |  |  |                           |                           |                           |                           |                           |                           |  |  |                         |                         |                         |                         |                         |                         |  |  |             |             |             |             |             |             |  |  |                             |                             |                             |                             |                             |                             |  |  |                |                |                |                |                |                |  |  |                           |                           |                           |                           |                           |                           |  |  |  |  |  |  |  |  |  |  |  |  |  |  |  |  |  |  |  |  |  |  |  |  |  |  |  |  |  |  |
|                           |                           |                           |                           |                           |                           |  |  |              |              |              |              |              |              |  |  | 手白香皇女 （継体天皇后） | 手白香皇女 （継体天皇后） | 手白香皇女 （継体天皇后） | 手白香皇女 （継体天皇后） | 手白香皇女 （継体天皇后） | 手白香皇女 （継体天皇后） |  |  | 25 武烈天皇             | 25 武烈天皇             | 25 武烈天皇             | 25 武烈天皇             | 25 武烈天皇             | 25 武烈天皇             |  |  |             |             |             |             |             |             |  |  |                             |                             |                             |                             |                             |                             |  |  | 26 継体天皇    | 26 継体天皇    | 26 継体天皇    | 26 継体天皇    | 26 継体天皇    | 26 継体天皇    |  |  |                           |                           |                           |                           |                           |                           |  |  |  |  |  |  |  |  |  |  |  |  |  |  |  |  |  |  |  |  |  |  |  |  |  |  |  |  |  |  |
|                           |                           |                           |                           |                           |                           |  |  |              |              |              |              |              |              |  |  | 手白香皇女 （継体天皇后） | 手白香皇女 （継体天皇后） | 手白香皇女 （継体天皇后） | 手白香皇女 （継体天皇后） | 手白香皇女 （継体天皇后） | 手白香皇女 （継体天皇后） |  |  | 25 武烈天皇             | 25 武烈天皇             | 25 武烈天皇             | 25 武烈天皇             | 25 武烈天皇             | 25 武烈天皇             |  |  |             |             |             |             |             |             |  |  |                             |                             |                             |                             |                             |                             |  |  | 26 継体天皇    | 26 継体天皇    | 26 継体天皇    | 26 継体天皇    | 26 継体天皇    | 26 継体天皇    |  |  |                           |                           |                           |                           |                           |                           |  |  |  |  |  |  |  |  |  |  |  |  |  |  |  |  |  |  |  |  |  |  |  |  |  |  |  |  |  |  |
|                           |                           |                           |                           |                           |                           |  |  |              |              |              |              |              |              |  |  |                           |                           |                           |                           |                           |                           |  |  |                         |                         |                         |                         |                         |                         |  |  |             |             |             |             |             |             |  |  |                             |                             |                             |                             |                             |                             |  |  |                |                |                |                |                |                |  |  |                           |                           |                           |                           |                           |                           |  |  |  |  |  |  |  |  |  |  |  |  |  |  |  |  |  |  |  |  |  |  |  |  |  |  |  |  |  |  |
|                           |                           |                           |                           |                           |                           |  |  |              |              |              |              |              |              |  |  |                           |                           |                           |                           |                           |                           |  |  |                         |                         |                         |                         |                         |                         |  |  |             |             |             |             |             |             |  |  |                             |                             |                             |                             |                             |                             |  |  |                |                |                |                |                |                |  |  |                           |                           |                           |                           |                           |                           |  |  |  |  |  |  |  |  |  |  |  |  |  |  |  |  |  |  |  |  |  |  |  |  |  |  |  |  |  |  |

## 后妃・皇子女

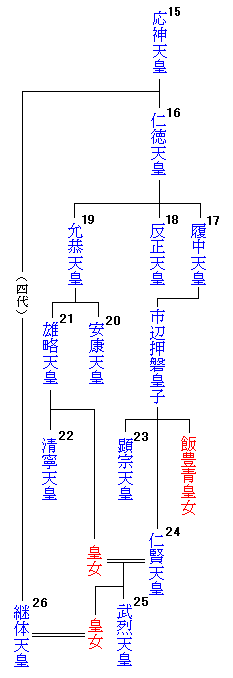
天皇系図 15～26代

- 皇后：草香幡梭姫皇女（くさかのはたびひめのひめみこ。16代仁徳天皇の皇女）
- 妃：葛城韓媛（かつらぎのからひめ。葛城円大臣の女）
  - 白髪皇子（しらかのみこ、22代清寧天皇）
  - 栲幡姫皇女（たくはたひめのひめみこ、稚足姫皇女とも） 斎宮
- 妃：吉備稚媛（きびのわかひめ。吉備上道臣の女。もと吉備上道臣田狭の妻。吉備兄君・吉備弟君の母）
  - 磐城皇子（いわきのみこ） 難波小野王（23代顕宗天皇の皇后）の祖父
  - 星川稚宮皇子（ほしかわのわかみやのみこ）
- 妃：意杼比売(春日和珥臣深目の妹)
- 妃：和珥童女君（わにのわらわきみ。春日和珥臣深目の女）
  - 春日大娘皇女（かすがのおおいらつめのひめみこ、高橋皇女） 24代仁賢天皇の皇后、25代武烈天皇・手白香皇女（26代継体天皇の皇后、29代欽明天皇の母）・橘仲皇女（28代宣化天皇の皇后）の母

皇后の草香幡梭姫皇女（くさかのはたびひめのひめみこ）は叔母に当たる。即位後、求婚に向かう道の途中で、志貴県主（参考：志貴県主神社）の館が鰹木を上げて皇居に似ていると難癖をつけて布を掛けた白犬を手に入れ、それを婚礼のみやげ物にして草香幡梭姫皇女を皇后とした。葛城韓媛は前述の眉輪王の事件で焚殺した葛城円大臣の娘。また、吉備稚媛は吉備上道田狭の元妻で、女房自慢を聞きつけた天皇が田狭を任那国司に飛ばし、留守の間に奪い盗ってしまっている。以上のように大泊瀬天皇（雄略天皇）はかなり強引にその后妃を集めている。
大泊瀬天皇の血筋は男系では途切れたものの、皇女の春日大娘皇女が仁賢天皇の皇后となっており、その娘の手白香皇女は継体天皇の皇后となって欽明天皇を産んでいることから、その血筋は女系を通じて現在の皇室まで続いている。

## 年譜
『日本書紀』の伝えるところによれば、以下のとおりである。『日本書紀』に記述される在位を機械的に西暦に置き換えた年代については「上古天皇の在位年と西暦対照表の一覧」を参照。
| 帝号 | 年   | 月   | 事績                                                                          |
| ---- | ---- | ---- | ----------------------------------------------------------------------------- |
| 允恭 | 7年  | 12月 | 誕生                                                                          |
| 安康 | 3年  | 8月  | 天皇を暗殺した眉輪王を誅殺。同時に兄の白彦・黒彦を殺害し、葛城一族を誅滅      |
| 安康 | 3年  | 10月 | 従兄の市辺押磐皇子・御馬皇子を殺害                                            |
| 安康 | 3年  | 11月 | 即位。泊瀬朝倉宮に遷都                                                        |
| 雄略 | 元年 | 3月  | 草香幡梭姫を立后                                                              |
| 雄略 | 2年  | 7月  | 百済から池津媛が献上されるが、入内前に姦通したため処刑                        |
| 雄略 | 3年  | 4月  | 伊勢神宮の斎宮に任じた栲幡皇女が流言により自殺                                |
| 雄略 | 4年  | 2月  | 葛城山で狩りを行う。                                                          |
| 雄略 | 5年  | 4月  | 百済から池津媛の代わりに王弟の昆支が派遣される                                |
| 雄略 | 6年  | 4月  | 宋が使者を派遣                                                                |
| 雄略 | 7年  | 8月  | 吉備下道臣前津屋を誅殺 吉備氏の乱、吉備上道田狭から妻の吉備稚姫を奪い妃とする |
| 雄略 | 8年  | 2月  | 身狭村主青・檜隈民使博徳を宋に派遣（倭王武の遣使？）                          |
| 雄略 | 9年  | 2月  | 凡河内直香賜と采女を宗像大社に送る                                            |
| 雄略 | 9年  | 3月  | 紀小弓・蘇我韓子・大伴談・小鹿火宿禰に新羅征討を命じる                        |
| 雄略 | 9年  | 5月  | 新羅征討軍に仲間割れが起きたため撤退                                          |
| 雄略 | 10年 | 9月  | 身狭村主青・檜隈民使博徳が帰国                                                |
| 雄略 | 11年 | 7月  | 百済から宋国人を名乗る貴信という者が亡命                                      |
| 雄略 | 12年 | 4月  | 身狭村主青・檜隈民使博徳を呉に派遣（倭王武の遣使？）                          |
| 雄略 | 13年 | 3月  | 餌香長野邑を物部目大連に賜う                                                  |
| 雄略 | 13年 | 8月  | 播磨の文石小麻呂を征伐                                                        |
| 雄略 | 14年 | 1月  | 身狭村主青・檜隈民使博徳が帰国。使者と工女を連れ帰る                          |
| 雄略 | 15年 |      | 全国に分散していた秦氏を秦酒公に統率させる                                    |
| 雄略 | 16年 | 7月  | 秦酒公に養蚕・紡績技術の普及を命じる                                          |
| 雄略 | 17年 | 3月  | 贄土師部の設置                                                                |
| 雄略 | 18年 | 8月  | 物部目が伊勢の朝日郎を討伐                                                    |
| 雄略 | 19年 | 3月  | 穴穂部を置く                                                                  |
| 雄略 | 20年 |      | 百済が高句麗に滅ぼされる                                                      |
| 雄略 | 21年 | 3月  | 汶洲王に久麻那利を与え百済を救い興す                                          |
| 雄略 | 22年 | 1月  | 白髪皇子を立太子                                                              |
| 雄略 | 23年 | 7月  | 病気のため太子に政務を委ねる                                                  |
| 雄略 | 23年 | 8月  | 崩御                                                                          |
| 清寧 | 元年 | 10月 | 丹比高鷲原陵に葬られる                                                        |

## 皇居
都は、近畿の泊瀬朝倉宮（はつせのあさくらのみや）。稲荷山古墳出土金象嵌鉄剣銘に見える「斯鬼宮（しきのみや ・磯城宮）」も朝倉宮を指すと言われる（別に河内の志紀（大阪府八尾市）とする説もある）。伝承地は奈良県桜井市黒崎（一説に岩坂）だが、1984年、同市脇本にある脇本遺跡から、5世紀後半のものと推定される掘立柱穴が発見され、朝倉宮の跡とされ話題を呼んだ。これ以降一定期間、初瀬に皇居があったと唱える人もいる。坂靖は「近年の発掘調査で石垣を伴う区画施設が検出され，倭王武の支配拠点とみることに異論はないだろう」と述べている。）なお、『日本霊異記』によれば、磐余宮（いわれのみや）にもいたという。

## 陵・霊廟

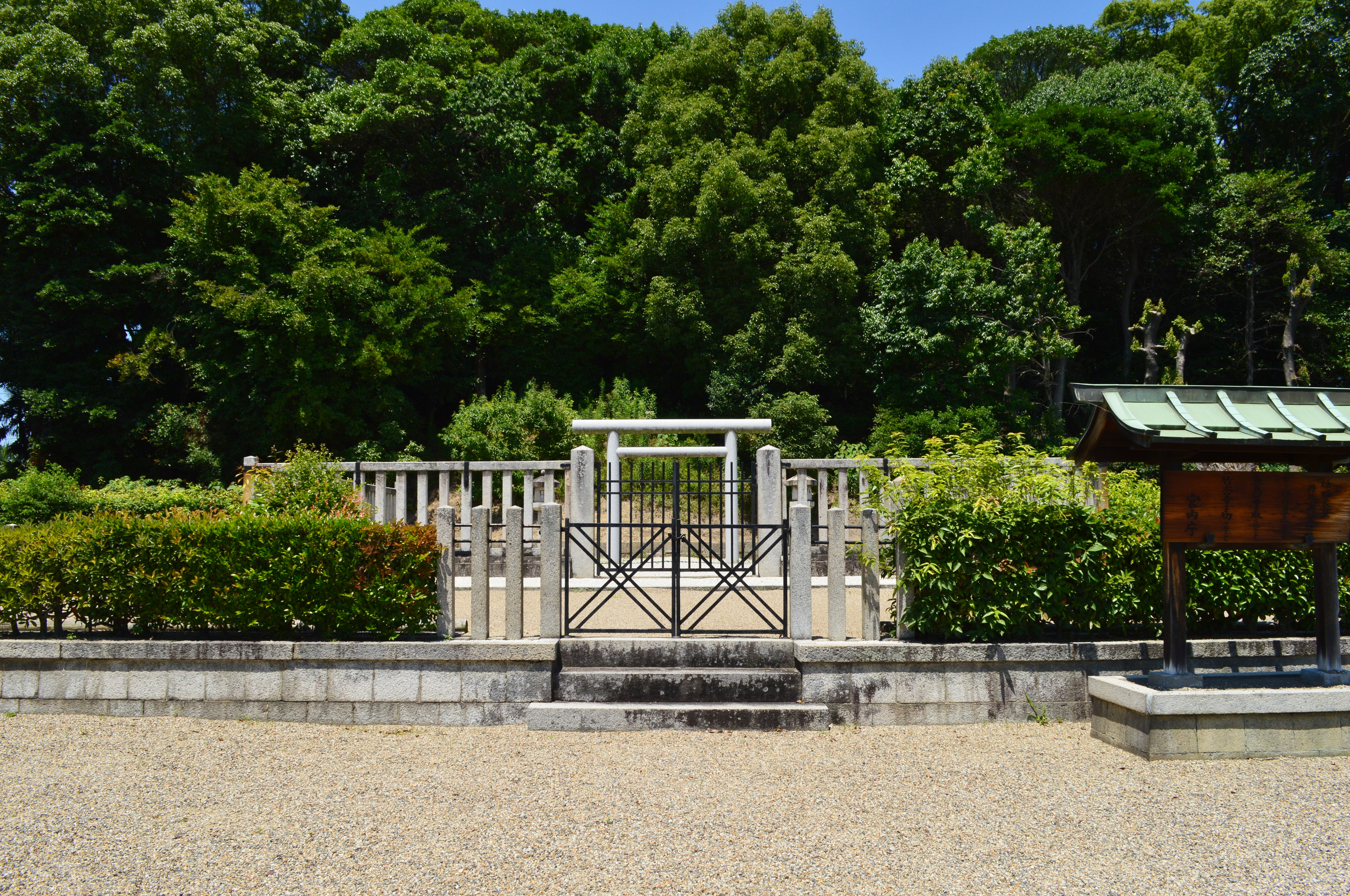
雄略天皇 丹比高鷲原陵
（大阪府羽曳野市）

陵（みささぎ）の名は丹比高鷲原陵（たじひのたかわしのはらのみささぎ）。宮内庁により大阪府羽曳野市島泉8丁目にある「島泉丸山古墳（高鷲丸山古墳）」・「島泉平塚古墳（高鷲平塚古墳）」に治定されている（古墳2基を合わせて治定）。それぞれ直径75メートルの円墳、一辺50メートルの方墳。宮内庁上の形式は円丘。
方墳部分は、江戸時代末の1864年（元治元年）、領主による修陵が始まった際に御陵用地として田畑を取り込み、明治時代に土を盛り上げて造られたものである。
『古事記』には、顕宗天皇が父（市辺押磐皇子）の仇討ちをすべく雄略陵を破壊しようとしたので、意祁命（後の仁賢天皇）が自ら雄略陵の墳丘の一部のみを破壊して溜飲をさげさせたとある。また『日本書紀』にも、顕宗が陵を破壊しようとしたが皇太子億計（仁賢）がこれを諌めて思い止まらせたとする。
上記とは別に、大阪府松原市西大塚にある宮内庁の大塚陵墓参考地（おおつかりょうぼさんこうち）では、雄略が被葬候補者に想定されている。遺跡名は「河内大塚山古墳」で、墳丘長335メートルの前方後円墳である。ただし埴輪が無い等の特徴から前方後円墳終末期のものである可能性が高く、そうであれば雄略天皇の崩年と築造年代に数十年の開きがある。なお、同地に関しては安閑天皇を被葬候補者として挙げる研究者もいる。
皇居では皇霊殿（宮中三殿の1つ）において他の歴代天皇・皇族とともに天皇の御霊が祀られている。また、葛城一言主神社では、一言主とともに祭神として祀られている。

## 伝承

### 大悪天皇の異名

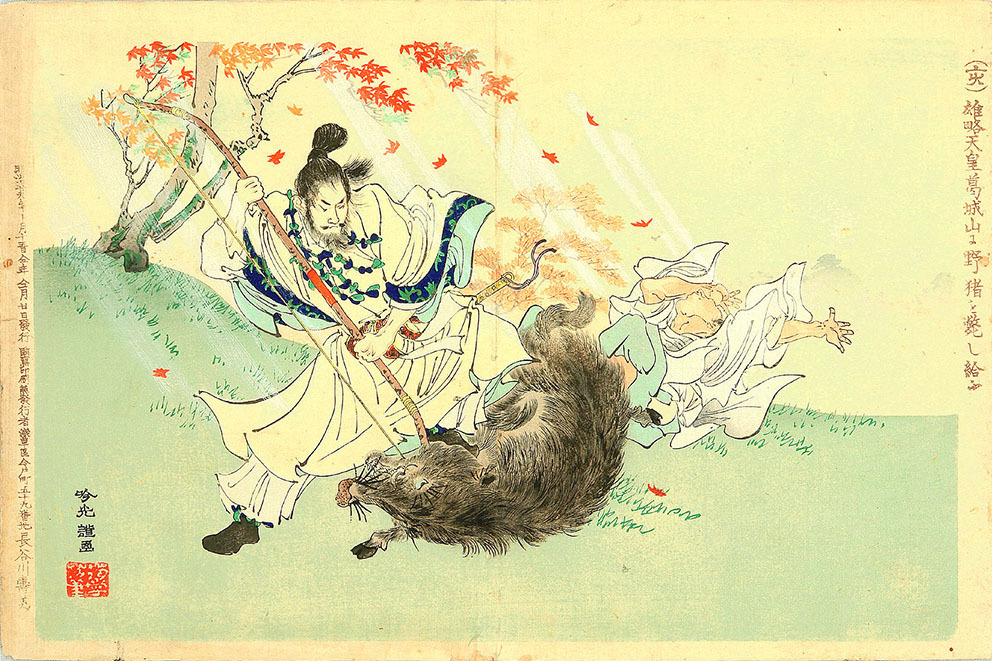
猪狩りをする雄略天皇（安達吟光画）

政軍共に優れた能力を発揮してヤマト王権の力を拡大させた反面、気性の激しい暴君的な所業も多く見られた。皇位を継ぐために肉親すら容赦なく殺害し、反抗的な豪族を徹底的に誅伐するなど、自らの権勢のためには苛烈な行いも躊躇せず、独善的で誤って人を処刑することも多かったため、大悪天皇（はなはだあしきすめらみこと）とも誹謗された。『日本書紀』雄略紀2年10月条には以下のような記述がある。
また、『書紀』5年2月条にはこうした雄略の振る舞いを皇后の草香幡梭姫皇女が窘めたという逸話もある。
猪を射殺せない気弱な舎人を斬り殺そうとした大泊瀬天皇（雄略天皇）に、皇后が「今猪を食したいからといって舎人を斬られますのは豺狼と何も違いません」と諌めている。豺狼を残忍な例えとするのは『後漢書』などの漢籍にも書かれており、話自体が後世の創作とも考えられるものの、雄略の性格を表した一節といえる。
即位13年9月には当時決して刃先を誤らない工匠の木工にして黒縄職人と噂の猪名部真根に本当かと問うと「決して誤らない」と答えられたので、采女を呼び集めてその衣服を脱ぎ褌にさせ人前で相撲を取らせた。その様子を見た猪名部真根は思わず刃先を誤ってしまったので、大泊瀬天皇（雄略天皇）は猪名部を物部に付けて死罪にしようとした。そこに黒縄の匠の技が失われることを惜しんだ仲間が和歌を詠み、それを聞いた天皇は悔い改めて「むやみに人を失ってはならない」と言い、使いを刑場に遣わし恩赦を与え解放した。
一方で、有徳天皇（おむおむしくましますすめらみこと）という異名もある。『書紀』4年2月条では葛城山で一言主神と邂逅した雄略天皇が神と共に猟を楽しみ、帰りは来米水（高取川）まで送られた。その豪胆さに感嘆した百姓達は、口々に「有徳天皇」と讃えたという。
草香幡梭姫皇女を始めとして、雄略天皇の皇后・妃には実家が誅された後に決められたものが多い。「雄略＝暴君」の記述が残されていると思われる。なお前述のように猪名部真根に恩赦を与えた記録もある。

### 少子部蜾蠃
天皇は蜾蠃（すがる）という者に蚕（こ）を集めろと命令した。しかし蜾蠃は蚕（こ）を子（こ）と勘違いして子供をたくさん集めてしまう。天皇は大笑いして子供の養育を命じるとともに少子部（ちいさこべ）という姓を与えた。しばらくして少子部蜾蠃は三輪神（または宇陀の墨坂の神）を捉えるように命じられた。蜾蠃は三輪山の神の化身である白い蛇を捉える。これを天皇に見せるが、箱の中で蛇が雷のような音を立てて目を光らせたため天皇は慌てて逃げ出してしまう。そして丘に離すように命じ、この丘を雷丘と名付けた。

### 地方の伝承
相模國一之宮・寒川神社では雄略天皇の御代に勅使による幣帛の奉弊伝承がある。
多度大社は雄略天皇の御代に多度山の磐座から神霊を奉り社殿を造営したとの伝承が残されている。
湯島天神は雄略天皇2年1月（458年）に勅命により天之手力雄命を祀る神社として創建されたとの伝承が残っている。
多賀神社の社伝によれば、当社は景行天皇40年（110年）に日本武尊が東夷征伐の時に勧請したとされ、第21代雄略天皇2年11月（458年）には圭田58束を賜り神礼祭式を行ったと伝わる。往古は「大鷹宮」と呼ばれていたという。
恩智神社は雄略天皇3年（459年）に天手力雄命を祀るために圭田八十三束を賜ったのがはじまりとされている。
都久夫須麻神社は雄略天皇3年（459年）に浅井姫命を祀る小祠が出来たのが始まりであると『総国風土記』は伝えている。
住馬大社は『総国風土記』の雄略天皇3年（458年）条に「伊古麻都比古神社」とあることからこの年を創建の年としている。
白山中居神社には雄略天皇9年（465年）に護国鎮護のために剣を奉納したとの伝承がある。
金櫻神社は雄略天皇10年（466年）神勅により金峰山から現在の御岳山に神体が遷され里宮としての社殿を造営したとの伝承が残されている。
駒形神社は雄略天皇21年(477年)に、籠神社（京都府宮津市）から宇賀御魂大神を勧請して山頂に祀り、里宮に大宜津比売神と事代主神を配祀したと伝えられている。
羽束師坐高御産日神社の創建は雄略天皇21年（477年）とされており、天智天皇4年（665年）には中臣鎌足が勅を受けて再建したとされている。
新潟県長岡市東川口にある越後国式内社川合神社の社伝によると、当社の創建は雄略天皇22年（478年）で農具川と高瀨川が合流する地に水神を祀ったことにはじまるとされ、祭神である天水速女命がこの地へ来る際に、川を流れてきて山芋のつるにつかまり、川から上がったとする伝説が残されている。
『総国風土記』によると深見神社は雄略天皇22年（478年）3月に創祭とされている。
伊射奈岐神社は雄略天皇23年（479年）に伊勢神宮の斎宮である皇女・倭姫命の示教によって大佐々之命岡本豊足彦が五柱の皇大神を奉祀する地を探し求め、付近の小川谷の地に祀ったのがはじまりという。当初は姫宮社と呼ばれた。
天照大神高座神社は、雄略天皇23年（479年）に伊勢国宇治山田から当地に遷座したという伝承がある。

### うわなりうち神事
宮内の嫐打ち神事は、鳥取県西伯郡大山町宮内に鎮座する高杉神社に伝承される行事で、閏年の旧暦9月15日から16日にかけての深夜に行われる。社伝では、雄略天皇丙辰の年（476年）に郷の人々に不幸が続いたため託宣してもらったところ、当神社の主祭神である孝霊天皇に仕えた2人の官女松媛命と千代媛命が妃となった細姫に嫉妬の念を燃やして祟っていると出たため、女神の社殿（本殿・仲殿・末殿）を創建して同神事を行うようになったと伝えられている。神事は、氏子中から輪番で選出した「打ち神」３人が主役を務め、「下神主」が神事の補佐をし、「今宵の神事潔ぎ良し」の言葉と同時に三方から進み出て打ち合わせ、「本殿の勝ち」の宣言で終了する。

## 和歌
『万葉集』巻第一より
籠毛與 美籠母乳 布久思毛與 美夫君志持 此岳尓 菜採須兒 家吉閑名 告紗根 虚見津 山跡乃國者 押奈戸手 吾許曽居 師吉名倍手 吾己曽座 我許背齒 告目 家呼毛名雄母
籠（こ）もよ み籠持（こも）ち 掘串（ふくし）もよ み掘串持（ぶくしも）ち この岳（おか）に　菜摘（なつ）ます兒（こ） 家聞（いえき）かな 告（の）らさね そらみつ大和（やまと）の国（くに）は おしなべて我（われ）こそ居（お）れ しきなべて 我（われ）こそ座（ま）せ 我（われ）にこそは告（の）らめ 家（いえ）をも名（な）をも
現代語訳
美しい籠やヘラを持って、この丘で菜をお摘みのお嬢さん、君はどこの家のお嬢さんなのか教えてくれないか。大和の全てを私が治めているのだ。私こそ教えよう、家柄も名も。
『万葉集』巻第九より
夕されば 小倉の山に 鳴く鹿は こよひは鳴かず 寝ねにけらしも
現代語訳
夕になるといつもは小倉山で鳴く鹿が、今夜は鳴かない。寝てしまったようだ。
舒明天皇作とも言われている。

## 考証

### 即位年
雄略天皇元年は、『書紀』の年記（安康天皇元年が甲午、清寧天皇元年が庚申等）を基に西暦に換算すると457年となる。また、雄略8年（464年）2月に新羅に攻め込んだという記事が、また、雄略20年（476年）に高句麗が百済を攻め滅ぼしたという記事が『書紀』にあるが、前者は『三国史記』新羅本紀の463年（慈悲麻立干6年）2月の記事に、後者は『三国史記』高句麗本紀・百済本紀の475年（高句麗長壽王63年・百済蓋鹵王21年）9月の記事と対応していると仮定とすると、『書紀』と『三国史記』とで1年のズレがることになり、仮に『三国史記』が正しいとした場合、雄略元年は西暦456年になる。ただし当該の２つの事件について『書紀』と『三国史記』の記述は必ずしも同一事件の別視点からの記録と断定できるほどには似ておらず、別々の事件である可能性もあり、その場合はこの比定は無意味である。
また、武寧王陵から発掘された墓誌から武寧王は462年に生まれたことが確認されたが（詳細は武寧王の項目を参照）、これは『書紀』の雄略5年に武寧王が生まれたという記事と対応する。これを基準に計算すれば雄略元年は西暦458年になる。
しかし、雄略天皇が倭王武で安康天皇が倭王興だとする現在の通説が正しいと仮定した場合、雄略天皇の元年はどんなに早くても463年までしか引き上げることができない。また稲荷山鉄剣の辛亥年が471年であり同ワカタケル大王が雄略天皇だとする現在の通説が正しいと仮定した場合、どんなに遅くても471年までしか引き下げることができない。つまり雄略天皇の元年は463年から471年までのいつかなのであり、上記の457年説・456年説・458年説はいずれも成立しない。

### 崩御年
崩御年は日本書紀で己未年(479年)、古事記で己巳年(489年)とあり丁度10年差である事、未と巳は音読みが同じである事などから、どちらか一方がもう一方の書き間違いであるとする説がある。
倭の五王への比定を重視する場合、上記のように安康の在位年代を日本書紀の紀年よりも引き下げる事になるため、489年の方が正確である可能性が高い。
南朝斉の初代高帝は479年の新王朝樹立に伴い周辺諸国の諸王に対する号の格上げを行っており、倭武を鎮東大将軍に進号している。この年は書紀における雄略の崩御年にあたり、倭からの遣使自体の有無も不明瞭である。しかし当該記事の中では共に進号された諸王の中に百済王の名が見られない事から、斉の朝廷は周辺諸国の動向や君主の交替について詳細を把握した上で進号を行っていたと見られ、これを踏まえて雄略は479年の時点で健在で、崩御年干支は古事記の方が正確であるとする説もある。

### 古代人の雄略朝への認識
「万葉集」巻一の巻頭歌が「雄略御製」であること、「日本霊異記」上巻第一縁が雄略天皇に仕えた小子部スガルの話で雄略朝の説話で巻頭を飾っていること、浦島子（「丹後風土記」逸文）のように雄略朝に時代設定をする伝承が多いこと、「日本書紀」巻一四雄略紀から持統紀までは元嘉歴が用いられ、儀鳳暦が用いられた巻三～一三とは異なることから雄略朝、雄略天皇が古代の画期として当時の人たちに強く意識されていたという事実が指摘されている。

### 獲加多支鹵大王
| 稲荷山古墳出土鉄剣（国宝）埼玉県立さきたま史跡の博物館展示。左は表面、右は裏面。 |  | 稲荷山古墳出土鉄剣（国宝）埼玉県立さきたま史跡の博物館展示。左は表面、右は裏面。 |
| 稲荷山古墳出土鉄剣（国宝）埼玉県立さきたま史跡の博物館展示。左は表面、右は裏面。 |  |                                                                                  |

埼玉県の稲荷山古墳より出土した鉄剣に「辛亥の年七月中、記す」から始まる金象嵌銘があることが1978年に確認された。金象嵌銘には「獲加多支鹵大王」という当時の大王の名も記されており、この「獲加多支鹵」（ワク（カク）カタキ（シ）ル（ロ））は、『古事記』『日本書紀』に記された雄略天皇の実名である「ワカタケル」（古事記「大長谷若建」、日本書紀「大泊瀬幼武」）と酷似している。
また、1873年には熊本県の江田船山古墳から大王の名が記された銀象嵌銘大刀が出土していたが、保存状態が悪く大王名の部分が相当欠落していた。その銘文はかつては「治天下𤟱□□□歯大王」と読み、「多遅比弥都歯別」（タジヒノミズハワケ）の実名を持つ18代反正天皇（『書紀』による。『古事記』では「水歯別」）にあてる説が有力であったが、上記の稲荷山古墳の鉄剣が発見されて以降は「治天下獲□□□鹵大王」 と読み、これを「獲加多支鹵大王」に当てる説が有力となっている。
以上のように、獲加多支鹵大王の名が刻まれた鉄刀・鉄剣が熊本と埼玉で見つかったことから、5世紀後半にはすでにヤマト王権の支配圏が九州から関東までの広範囲に及んでいたことが推測できる。また、それぞれの銘文には「杖刀人」（武官か）「典曹人」（文官か）という当時の官職名が記されており、『書紀』の雄略紀にも「○人」と称する官名が集中的に現れることから、王権に奉仕する集団をその職掌によって分類した後の部民制に通ずる人制の萌芽がこの時代にすでに現れていたことが窺える。
またオホヒコからオワケに至る八代の系譜が鉄剣に記されているが、このことは雄略天皇から「はつくにしらすスメラミコト」である崇神天皇に至る王統譜、原帝紀がこの時存在していたことを示唆しているという。

### 倭王 武
|                 |                 |                 |                 |                 |                 |            |            |            |            |            |            |  |  |  |  |  |  |
|                 |                 |                 |                 |                 |                 |            |            |            |            |            |            |  |  |  |  |  |  |
| 讃 (421, 425年) | 讃 (421, 425年) | 讃 (421, 425年) | 讃 (421, 425年) | 讃 (421, 425年) | 讃 (421, 425年) | 珍 (438年) | 珍 (438年) | 珍 (438年) | 珍 (438年) | 珍 (438年) | 珍 (438年) |  |  |  |  |  |  |
| 讃 (421, 425年) | 讃 (421, 425年) | 讃 (421, 425年) | 讃 (421, 425年) | 讃 (421, 425年) | 讃 (421, 425年) | 珍 (438年) | 珍 (438年) | 珍 (438年) | 珍 (438年) | 珍 (438年) | 珍 (438年) |  |  |  |  |  |  |
| 済 (443, 451年) |                 |                 |                 |                 |                 |            |            |            |            |            |            |  |  |  |  |  |  |
|                 |                 |                 |                 |                 |                 |            |            |            |            |            |            |  |  |  |  |  |  |
|                 |                 |                 |                 |                 |                 |            |            |            |            |            |            |  |  |  |  |  |  |
| 興 (462年)      | 興 (462年)      | 興 (462年)      | 興 (462年)      | 興 (462年)      | 興 (462年)      | 武 (478年) | 武 (478年) | 武 (478年) | 武 (478年) | 武 (478年) | 武 (478年) |  |  |  |  |  |  |

|    |    |    |    |    |    |    |    |    |    |    |    |    |    |    |    |    |    |  |  |  |  |
|    |    |    |    |    |    |    |    |    |    |    |    |    |    |    |    |    |    |  |  |  |  |
| 賛 | 賛 | 賛 | 賛 | 賛 | 賛 | 彌 | 彌 | 彌 | 彌 | 彌 | 彌 |    |    |    |    |    |    |  |  |  |  |
| 賛 | 賛 | 賛 | 賛 | 賛 | 賛 | 彌 | 彌 | 彌 | 彌 | 彌 | 彌 |    |    |    |    |    |    |  |  |  |  |
|    |    |    |    |    |    | 済 |    |    |    |    |    |    |    |    |    |    |    |  |  |  |  |
|    |    |    |    |    |    |    |    |    |    |    |    |    |    |    |    |    |    |  |  |  |  |
|    |    |    |    |    |    |    |    |    |    |    |    |    |    |    |    |    |    |  |  |  |  |
|    |    |    |    |    |    | 興 | 興 | 興 | 興 | 興 | 興 | 武 | 武 | 武 | 武 | 武 | 武 |  |  |  |  |

|                    |                    |                    |                    |                    |                    | 15 応神 (誉田別) |                  |                  |                  |                  |                  |                            |                            |                            |                            |                            |                            |                      |                      |                      |                      |                      |                      |  |  |  |  |  |  |  |  |  |  |  |  |  |  |  |  |
|                    |                    |                    |                    |                    |                    |                  |                  |                  |                  |                  |                  |                            |                            |                            |                            |                            |                            |                      |                      |                      |                      |                      |                      |  |  |  |  |  |  |  |  |  |  |  |  |  |  |  |  |
|                    |                    |                    |                    |                    |                    | 16 仁徳 (大鷦鷯) |                  |                  |                  |                  |                  |                            |                            |                            |                            |                            |                            |                      |                      |                      |                      |                      |                      |  |  |  |  |  |  |  |  |  |  |  |  |  |  |  |  |
|                    |                    |                    |                    |                    |                    |                  |                  |                  |                  |                  |                  |                            |                            |                            |                            |                            |                            |                      |                      |                      |                      |                      |                      |  |  |  |  |  |  |  |  |  |  |  |  |  |  |  |  |
|                    |                    |                    |                    |                    |                    |                  |                  |                  |                  |                  |                  |                            |                            |                            |                            |                            |                            |                      |                      |                      |                      |                      |                      |  |  |  |  |  |  |  |  |  |  |  |  |  |  |  |  |
| 17 履中 (去来穂別) | 17 履中 (去来穂別) | 17 履中 (去来穂別) | 17 履中 (去来穂別) | 17 履中 (去来穂別) | 17 履中 (去来穂別) | 18 反正 (瑞歯別) | 18 反正 (瑞歯別) | 18 反正 (瑞歯別) | 18 反正 (瑞歯別) | 18 反正 (瑞歯別) | 18 反正 (瑞歯別) | 19 允恭 (雄朝津間稚子宿禰) | 19 允恭 (雄朝津間稚子宿禰) | 19 允恭 (雄朝津間稚子宿禰) | 19 允恭 (雄朝津間稚子宿禰) | 19 允恭 (雄朝津間稚子宿禰) | 19 允恭 (雄朝津間稚子宿禰) |                      |                      |                      |                      |                      |                      |  |  |  |  |  |  |  |  |  |  |  |  |  |  |  |  |
| 17 履中 (去来穂別) | 17 履中 (去来穂別) | 17 履中 (去来穂別) | 17 履中 (去来穂別) | 17 履中 (去来穂別) | 17 履中 (去来穂別) | 18 反正 (瑞歯別) | 18 反正 (瑞歯別) | 18 反正 (瑞歯別) | 18 反正 (瑞歯別) | 18 反正 (瑞歯別) | 18 反正 (瑞歯別) | 19 允恭 (雄朝津間稚子宿禰) | 19 允恭 (雄朝津間稚子宿禰) | 19 允恭 (雄朝津間稚子宿禰) | 19 允恭 (雄朝津間稚子宿禰) | 19 允恭 (雄朝津間稚子宿禰) | 19 允恭 (雄朝津間稚子宿禰) |                      |                      |                      |                      |                      |                      |  |  |  |  |  |  |  |  |  |  |  |  |  |  |  |  |
|                    |                    |                    |                    |                    |                    |                  |                  |                  |                  |                  |                  |                            |                            |                            |                            |                            |                            |                      |                      |                      |                      |                      |                      |  |  |  |  |  |  |  |  |  |  |  |  |  |  |  |  |
| 市辺押磐           | 市辺押磐           | 市辺押磐           | 市辺押磐           | 市辺押磐           | 市辺押磐           | 木梨軽皇子       | 木梨軽皇子       | 木梨軽皇子       | 木梨軽皇子       | 木梨軽皇子       | 木梨軽皇子       | 20 安康 (穴穂)             | 20 安康 (穴穂)             | 20 安康 (穴穂)             | 20 安康 (穴穂)             | 20 安康 (穴穂)             | 20 安康 (穴穂)             | 21 雄略 (大泊瀬幼武) | 21 雄略 (大泊瀬幼武) | 21 雄略 (大泊瀬幼武) | 21 雄略 (大泊瀬幼武) | 21 雄略 (大泊瀬幼武) | 21 雄略 (大泊瀬幼武) |  |  |  |  |  |  |  |  |  |  |  |  |  |  |  |  |

また雄略天皇は、『宋書』等に記された5世紀末の倭王武ではないかという説があるが確証はない。既述の通り、雄略天皇は5世紀末の人物である可能性が高く、「武」という名は実名の「ワカタケル」の「タケル」の漢訳であると考えられる。ただし、5世紀には上述の鉄刀銘文のように仮借が通例であって訓読みは確立していないとして比定に慎重な意見もある。
『宋書』では、477年に倭国が遣使して兄の「興」（安康天皇に比定）が死んで弟の「武」が王に立ったことを報告し、武は「使持節 都督倭・百済・新羅・任那・加羅・秦韓・慕韓七国諸軍事 安東大将軍 倭国王」と自称したと記されている。翌年の478年には武が上表文を奉り、これに対して順帝は武を「使持節 都督倭・新羅・任那・加羅・秦韓・慕韓六国諸軍事 安東大将軍 倭王」に叙すことを詔したとする。上表文の内容は以下の通り。

文飾は『詩経』・『春秋左氏伝』の影響が指摘されている。文には先祖代々諸国を征服して東西に勢力を拡大し（自昔祖禰，躬擐甲冑，跋涉山川，不遑寧處。東征毛人五十五國，西服眾夷六十六國）、海を北に渡って朝鮮半島南部にまで至った様子が述べられている（渡平海北九十五國）。倭王達は皇帝に朝鮮半島南部の軍事的支配権を承認してくれるよう繰り返し要請してきたものの、武による上申でも百済については認められなかった。この理由としては、宋が北魏を牽制するため戦略上の要衝にある百済を重視したこと、また倭と対立する高句麗の反発を避けようとしたものと考えられる。
上表文中にある「祖禰」の言葉から、倭の五王には血縁関係があり、この当時すでに父系継承による大王位の世襲が確立していたとする指摘もある。
『南斉書』・『梁書』においても、それぞれ南斉・梁の建国時（479年・502年）に武が任官されたことが記されているが、これらの任官は王朝建国に伴う事務的なものと考えられ、武自身が要請したものか否かは明らかではない。武の最後の確実な遣使は478年であり、史料上確実な倭国の次の遣使は600年・607年の遣隋使まで途絶えることとなる。ただし『愛日吟盧書画続録』収録の「諸番職貢図巻」題記の記述から、南斉への遣使を事実とする説もある。
『日本書紀』では雄略天皇が宋を指すと思われる「呉」国に使者を派遣した記事が存在する。ただし年代は『宋書』の記事とは一致しない。
江田船山古墳鉄剣に刻まれた「治天下大王」の称号に、中国の冊封体制から離脱した自ら天下を治める独自の国家を志向しようとする意思を読み取る見方もある。同様に、稲荷山古墳鉄剣の銘文では中華皇帝の臣下としての「王賜」銘鉄剣の「王」から「大王」への飛躍が認められ、武の上表文では珍・済の時のように吏僚の任官を求めていない。実際、478年の遣使を最後として倭王は一世紀近く続いた中国への朝貢を打ち切っている。

### 武烈天皇
系図上は孫にあたる小泊瀬天皇（武烈天皇）の紀に「頻りに諸悪を造し、一善も修めたまはず」とあることから、「大悪天皇」の異名を持ち名前が似通う大泊瀬大王（雄略天皇）は同一人物ではないかとの説もある。

## 雄略天皇を扱った関連作品
小説
『ワカタケル大王』黒岩重吾 文藝春秋、2002年
『ワカタケル』池澤夏樹 日経BP、2020年